# علم الإنسان الطبي
علم الإنسان الطبي (بالإنجليزية: Medical anthropology) هو حقل متعدد التخصصات، يدرس صحة الإنسان والمرض، ونظم الرعاية الصحية، والتكيف البيولوجي الثقافي. فهذا العلم ينظر إلى البشر، والبيئة، من منظور متعدد الأبعاد. وهو أحد العلوم المتقدمة للغاية في الأنثروبولوجيا التطبيقية، وهو أحد فروع الانثروبولوجيا الاجتماعية، والثقافية، التي تفحص الطرق التي يتم تنظيمها حول الثقافة، والمجتمع، أو التي تأثرت بقضايا الصحة، والرعاية الصحية والقضايا ذات الصلة.
تم استخدام مصطلح الأنثروبولوجيا الطبية، منذ عام 1963 كتسمية للبحوث التجريبية والنظرية من قبل علماء الأنثروبولوجيا، في العمليات الاجتماعية، والثقافية، والممثلة بالصحة، والمرض، والتمريض، وممارسات الرعاية، المرتبطة بهذه الأمراض.
وعلاوة على ذلك، كان في أوروبا أنثروبولوجيا الطب وعلم الإنسان الصحي وعلم الإنسان المرضي. وتم اختيار هذا المصطلح من قبل بعض الكتاب خلال عقد الأربعينات من القرن العشرين، والذي أشار إلى الدراسات الفلسفية في الصحة والمرض.

## الخلفية التاريخية
هناك علاقة وثيقة بين الأنثروبولوجيا، والأدوية، والمستلزمات الطبية. احتلت الأنثروبولوجيا العامة، مكانة ملحوظة في مجال العلوم الطبية الأساسية، والتي تتوافق مع هذه الموضوعات المعروفة باسم ما قبل السريرية. ومع ذلك، بدأ التعليم الطبي يقتصر على حدود المستشفى نتيجة لتطور النظرة السريرية.

## الطب الشعبي والنظم الطبية
ظل مفهوم الطب الشعبي مألوفا لدى كل من الأطباء وعلماء الانثروبولوجيا لفترة كبيرة من القرن 20. يستخدم الأطباء وعلماء الأنثروبولوجيا وعلماء الأنثروبولوجيا الطبية هذه المصطلحات لوصف الموارد وغيرها من مساعدة المهنيين الصحيين، والتي يستخدمها الأوروبيين أو الفلاحين في أمريكا اللاتينية في حل أي مشاكل صحية.
ويستخدم هذا المصطلح أيضا لوصف الممارسات الصحية من السكان الأصليين في مناطق مختلفة من العالم، مع التركيز بوجه خاص على معرفتهم أجناس البشرية. هذه المعرفة أمر أساسي لعزل القلويدات والمبادئ الدوائية النشطة. وعلاوة على ذلك، خدمت دراسة الطقوس المحيطة العلاجات الشعبية لتحدي فئات النفسية الغربية، وكذلك العلاقة في الغرب بين العلم والدين. لم يحاول الأطباء تحويل الطب الشعبي إلى المفهوم الأنثروبولوجي، حيث كانوا يريدون بدلا من ذلك بناء المفهوم الطبي القائم على أساس علمي والذي يمكن استخدامه لإقامة الحدود الثقافية للطب الحيوي. ومن الأمثلة التي يمكن العثور عليها لأجل هذه الممارسة يمكن النظر في المحفوظات الطبية ومشاريع التاريخ الشفوي.
اتخذ مفهوم الطب الشعبي من قبل علماء الأنثروبولوجيا المهنية في النصف الأول من القرن العشرين لترسيم العلاقات بين الممارسات السحرية والطب والدين واستكشاف دور وأهمية المعالجين الشعبية. بالنسبة لهم، كان الطب الشعبي ميزة ثقافية معينة لبعض المجموعات من البشر التي كانت متميزة عن الممارسات العالمية من الطب الحيوي. إذا كان كل ثقافة خاصة بالطب الشعبي محددة على أساس معالمه الثقافية العامة، سيكون من الممكن أن يقترح وجود العديد من الأنظمة الطبية، وبالتالي تطوير دراسة مقارنة لهذه النظم.
تحت هذا المفهوم، سوف ينظر النظم الطبية كمنتج محددة من تاريخ كل جماعة عرقية الثقافي. هل أصبح الطب الحيوي العلمية الطبية نظام آخر، وبالتالي شكل الثقافية التي يمكن دراستها على هذا النحو. يسمح هذا الموقف، والتي نشأت في النسبية الثقافية التي تحتفظ بها الأنثروبولوجيا الثقافية، فإن النقاش مع الطب والطب النفسي لتدور حول بعض المسائل الأساسية:
1. التأثير النسبي فيما يتعلق بأشكال معينة من السمات وعلم الأمراض، خاصة الأمراض النفسية والنفسية.
2. تأثير الثقافة على ما يرى المجتمع أن تكون طبيعية، أو مرضية غير طبيعية.
3. التحقق من مختلف الثقافات العالمية من فئات الطب الحيوي والطب النفسي.
4. تحديد ووصف الأمراض التي تنتمي إلى ثقافات معينة والتي لم توصف من قبل الطب السريري. هذه هي المعروفة باسم الاضطرابات العرقية، وفي الآونة الأخيرة، ومتلأزمات ثقافة محددة، وتتضمن العين ورقوصة بين الفلاحين الأوروبي، ويجري تمتلك أو في حالة من نشوة في كثير من الثقافات، وفقدان الشهية العصبي، والأعصاب ومتلازمة ما قبل الحيض في المجتمعات الغربية.

منذ نهاية القرن العشرين، كان علماء الأنثروبولوجيا الطبية أكثر فهما وتطورا بكثير من مشكلة التمثيل والممارسات الثقافية الاجتماعية المتصلة بالمرض والصحة والرعاية الطبية والاهتمام. قد فهمها بأنها عالمية مع أشكال متنوعة جدا المحلية المنصوص عليها في عمليات المعاملات. يتم تضمين الرابط في نهاية هذه الصفحة لتقديم بانوراما واسعة من الأوضاع الراهنة في الأنثروبولوجيا الطبية.

## ألانثروبولوجيا التطبيقية الطبية
في الولايات المتحدة، وأعرب عن قلق في البداية كندا والمكسيك والبرازيل، والتعاون بين الانثروبولوجيا والدواء مع تنفيذ برامج صحة المجتمع بين الأقليات العرقية والثقافية ومع التقييم النوعي والإثنوغرافية من المؤسسات الصحية (المستشفيات ومستشفيات الأمراض العقلية)، وخدمات الرعاية الصحية الأولية. بشأن برامج الصحة المجتمعية، وكان القصد من حل المشاكل من إنشاء هذه الخدمات لفسيفساء معقدة من الجماعات العرقية. وشملت تقييم الإثنوغرافية تحليل الصراعات interclass داخل المؤسسات التي كان لها تأثير غير مرغوب فيه على إعادة تنظيمها الإداري وأهدافها المؤسسية، لا سيما تلك الصراعات بين الأطباء والممرضات والموظفين المساعدين والموظفين الإداريين. تقارير الإثنوغرافية تبين أن الأزمات interclass المتضررة مباشرة المعايير العلاجية ورعاية المرضى. كما أسهمت معايير منهجية جديدة لتقييم المؤسسات الجديدة الناجمة عن الإصلاحات، فضلا عن تقنيات الرعاية التجريبية مثل المجتمعات العلاجية.
وأيد الأدلة الإثنوغرافية الانتقادات من custodialism المؤسسية وساهم بشكل حاسم لسياسات deinstitutionalizing الرعاية النفسية والاجتماعية بشكل عام وأدت إلى ذلك، في بعض البلدان مثل إيطاليا، إلى إعادة النظر في المبادئ التوجيهية بشأن التعليم وتعزيز الصحة.
تورطهم الأجوبة على هذه الأسئلة التجريبية أدت إلى علماء الانثروبولوجيا في كثير من المجالات. وتشمل هذه: وضع البرامج الصحية الدولية والمجتمع في البلدان النامية، وتقييم تأثير المتغيرات الاجتماعية والثقافية في وبائيات أشكال معينة من علم الأمراض النفسية (الطب النفسي عبر الثقافات) ودراسة المقاومة الثقافية للابتكار في الممارسات العلاجية والرعاية، والمعالجين التقليديين الذين يدرسون، اختراع المعالجين الشعبيين والقابلات التجريبية الذين قد تكون العاملين الصحيين (الأطباء الحفاة ما يسمى).
أيضا، منذ 1960s، واجهت الطب الحيوي في البلدان المتقدمة النمو من خلال سلسلة من المشاكل التي تتطلب أننا تفتيش (للأسف المسماة) المهيئة العوامل الاجتماعية أو الثقافية، والتي تم تخفيضها إلى مجرد متغيرات في البروتوكولات الكمية وتخضع لسببية البيولوجي أو التفسيرات الوراثية. بين هذه وفيما يلي من ملاحظة خاصة:

أ) إن الانتقال بين النظام السائد مصممة لعلم الأمراض المعدية الحادة لنظام مصمم لعلم الأمراض التنكسية الكروميك دون أي علاج المسببة محددة. 
ب) ظهور الحاجة إلى وضع آليات العلاج على المدى الطويل واستراتيجيات، على عكس العلاجات العلاجية ثاقبا.
ج) تأثير مفاهيم مثل نوعية الحياة بالنسبة للمعايير الكلاسيكية العلاجية الطبية الحيوية.
وأضاف أن هذه هي المشاكل المرتبطة بتطبيق آليات صحة المجتمع. وينظر إلى هذه المشاكل في البداية كأداة لمحاربة عدم المساواة في الحصول على الخدمات الصحية. ومع ذلك، مرة واحدة في خدمة شاملة متاح للمشاكل، عامة جديدة تنشأ عن الاختلافات العرقية أو الثقافية أو الدينية، أو من الاختلافات بين الفئات العمرية والأجناس أو الطبقات الاجتماعية.
إذا تنفيذ آليات الرعاية المجتمعية يثير مجموعة واحدة من المشاكل، ثم مجموعة كاملة جديدة من المشاكل تنشأ أيضا عندما يتم تفكيك هذه الآليات ذاتها وتوضع المسؤوليات التي يفترض مرة واحدة مرة أخرى على كاهل كل فرد من أفراد المجتمع.
في جميع هذه الميادين، والبحوث الإثنوغرافية المحلية والنوعية أمر لا غنى عنه لفهم طريقة المرضى وشبكاتهم الاجتماعية دمج المعرفة في الصحة والمرض عند دقة خبراتهم التي التأثيرات الثقافية المعقدة. نتيجة هذه التأثيرات من طبيعة العلاقات الاجتماعية في المجتمعات المتقدمة ومن تأثير وسائل الاتصال الاجتماعي، وخصوصا الاعلام المرئي والمسموع والإعلان.

## جدول أعمال الأنثروبولوجيا الطبية
بحوث الأنثروبولوجيا الطبية هي واحدة من مجالات النمو الرئيسية في مجال الأنثروبولوجيا. ويعرض ما يلي خمسة مجالات أساسية هي:
- تطوير نظم المعرفة الطبية والرعاية الطبية
- علاقة الطبيب والمريض
- تكامل النظم الطبية البديلة في بيئات متنوعة ثقافيا
- التفاعل بين العوامل الاجتماعية والبيئية والبيولوجية التي تؤثر في الصحة والمرض في كل من الفرد والمجتمع ككل
- تأثير التكنولوجيات الطبية الحيوية والطب الحيوي في البيئات غير الغربية

أصبحت العديد من المواضيع من محاور الأنثروبولوجيا الطبية في جميع أنحاء العالم مثل العنف والمعاناة الاجتماعية، فضلا عن القضايا الأخرى التي تنطوي على الأذى الجسدي والنفسي والمعاناة التي ليست نتيجة المرض. من ناحية أخرى، هناك الحقول التي تتقاطع مع الأنثروبولوجيا الطبية من حيث منهجية البحث والإنتاج النظري، مثل الطب النفسي والطب النفسي عبر الثقافات الثقافية.

## تدريب علماء الأنثروبولوجيا الطبية
يتدرب جميع علماء الأنثروبولوجيا الطبية الأنثروبولوجيا بصفتها العلم الأساسي. ويأتي الكثير منهم من مجالات المهن الصحية مثل الطب أو التمريض، في حين أن آخرين يأتون من خلفيات مثل علم النفس والتربية الاجتماعية أو علم الاجتماع. ويتم تدريب الأطباء النفسيين الثقافية والثقافات وعلماء الانثروبولوجيا، وبطبيعة الحال، أطباء الأمراض النفسية. ويكتسب عادة التدريب في مجال الأنثروبولوجيا الطبية في (ماجستير أو ماجستير) الماجستير والدكتوراه المستوى. في البلدان اللاتينية هناك سادة محددة 'في الأنثروبولوجيا الطبية، وهذه كما حدث في المكسيك، والبرازيل، وإسبانيا، بينما في جامعات الولايات المتحدة مثل جامعة جنوب فلوريدا، جامعة كاليفورنيا بيركلي، جامعة جونز هوبكنز جامعة، وجامعة أريزونا وجامعة واشنطن دكتوراه تقدم البرامج التي تركز على هذا الموضوع. في جامعة جنوب فلوريدا، وجامعة أريزونا وجامعة واشنطن  كما تقدم شهادة مزدوجة (ماجستير / دكتوراه) في الأنثروبولوجيا التطبيقية مع ميل بالساعة. حساب عليا مختلفة من الدورات التدريبية في مختلف البلدان ويمكن العثور عليه إلى حد ما شاملة على الموقع الإلكتروني ' لجمعية الأنثروبولوجيا الطبية التابعة للجمعية الأنثروبولوجيا الأميركية.

## الأدب في الأنثروبولوجيا الطبية
على الرغم من ارتفاع معدل انتشار الأدب الإنجليزي في الأنثروبولوجيا الطبية، هناك عدد هائل من الأبحاث الأنثروبولوجية الطبية المتوفرة في لغات أخرى، في الكتب، أو فصول من الكتب، وأيضا في الدوريات.

## وصلات خارجية
- جمعية الأنثروبولوجيا الطبية
- Amades الناطقة بالفرنسية الشبكة الطبية الانثروبولوجيا
- الأنثروبولوجيا الطبية في المنزل والأوروبية القائمة على شبكة الأنثروبولوجيا الطبية
- REDAM الأسبانية شبكة الأنثروبولوجيا الطبية
- Società الإيطالي دي antropología ميديكا Fondazione انجيلو تشيلي الإيطالية شبكة علماء الأنثروبولوجيا الطبية
- وكالة سلامة الطيران الأوروبية شبكة الأنثروبولوجيا الطبية[وصلة مكسورة] الشبكة الأنثروبولوجيا الطبية التابعة للجمعية الأوروبية لعلماء الأنثروبولوجيا الاجتماعية
- أطلس الإنسان